# دوغلاس (جورجيا)
دوغلاس (بالإنجليزية: Douglas, Georgia)‏ هي مدينة تقع في مقاطعة كوفي، جورجيا بولاية جورجيا في الولايات المتحدة. تبلغ مساحة هذه المدينة 33.5 (كم²)، وترتفع عن سطح البحر 77 م، بلغ عدد سكانها 11589 نسمة في عام 2010 حسب إحصاء مكتب تعداد الولايات المتحدة.

## أعلام
- تيري بودن
- جي. واين كلوف
- مات تشايلدرز
- ريكاردو إنغرام
- جون إس. جيبسون
- جاستن لويس

## وصلات خارجية
- http://www.cityofdouglas.com/
- Cities & Counties - Georgia.gov